# Valle dell'Adige
Valle dell'Adige, (germană Etschtal) este o vale de origine glacară în munții Alpi, râul Adige (Etsch) situat în Tirolul de Sud, străbate distanța dintre pasul Reschenpass și Câmpia Po. In mod uzual când se vorbește de Valle dell'Adige se subînțelege regiunea dintre Bozen și Meran.

## Curs
Valle dell'Adige este subîmpărțită în diferite regiuni ca:
- Regiunea Superioară dintre Reschen până înainte de Meran numită Vinschgau
- Regiunea următoare din jurul Meranului, Burggrafenamt
- Regiunea din bazinul Bozen până la Salurn, numit și Unterland
- La nord de Trentino și Trento se află regiunea de șes Rotaliana-Ebene
- Regiunea cea mai de sud numită Vallagarina, este situată în Câmpia Po-ului, fiind cuprinsă între Rovereto până la nord de Verona.

Coordonate: 46° 4′ N, 11° 7′ E
1. ↑  Geographic Names Server, 11 iunie 2018